# Ylva (båttyp)
Ylva är en segelbåtstyp.
1973 byggde dansken Steen Kjølhede den första Ylvan. Båten var byggd i mahogny med lägre fribord, mindre segelyta och mindre deplacement än dagens Ylva. Dagens Ylva-båtar har glasfiberskrov och träruff.
På slutet av 1980-talet upphörde nybyggnationerna av Ylva-båtar.
Ylva-klassen kännetecknas av sina långa linjer.